# SOS adolescentes
SOS adolescentes fue un programa de televisión emitido todos los viernes por la cadena de televisión española Cuatro. Es otro de los programas que emite la cadena que poseen un claro fin educativo y nace a raíz del éxito cosechado por Supernanny.
Sus protagonistas son a menudo, adolescentes entre los 12 y los 17 años que están en pleno cambio tanto físico como psicológico en los que además se está despertando una forma diferente de relacionarse con sus padres, buscan una mayor independencia y más tiempo de ocio en compañía de sus amigos. Como en todos sus coach, Cuatro pretende que el telespectador disponga de un marco de referencia que le pueda servir de ayuda en la educación de sus hijos.

## Audiencias
| Temporada | Temporada | Episodios | Estreno              | Final                 | Audiencia media | Audiencia media | Audiencia media |
| Temporada | Temporada | Episodios | Estreno              | Final                 | Espectadores    | Cuota           |                 |
| --------- | --------- | --------- | -------------------- | --------------------- | --------------- | --------------- | --------------- |
|           | 1         | 8         | 9 de febrero de 2007 | 30 de marzo de 2007   | 1 378 000       | 9,9%            |                 |
|           | 2         | 8         | 11 de enero de 2008  | 29 de febrero de 2008 | 1 067 000       | 8,3%            |                 |
| Total     | Total     | 16        | 2007                 | 2008                  | 1 222 000       | 9,1%            |                 |

## Primera temporada (2007)
| Temporada 1 |   |                       |                   |
| 1           | 1 | 9 de febrero de 2007  | 1 561 000 (10,5%) |
| 2           | 2 | 16 de febrero de 2007 | 1 401 000 (9,8%)  |
| 3           | 3 | 23 de febrero de 2007 | 1 340 000 (9,4%)  |
| 4           | 4 | 2 de marzo de 2007    | 1 208 000 (9,2%)  |
| 5           | 5 | 9 de marzo de 2007    | 1 499 000 (11,0%) |
| 6           | 6 | 16 de marzo de 2007   | 1 289 000 (9,9%)  |
| 7           | 7 | 23 de marzo de 2007   | 1 305 000 (9,3%)  |
| 8           | 8 | 30 de marzo de 2007   | 1 422 000 (10,1%) |

## Segunda temporada (2008)
| Temporada 2 |   |                       |                   |
| 9           | 1 | 11 de enero de 2008   | 1 745 000 (11,9%) |
| 10          | 2 | 18 de enero de 2008   | 1 374 000 (9,1%)  |
| 11          | 3 | 25 de enero de 2008   | 963 000 (6,5%)    |
| 12          | 4 | 1 de febrero de 2008  | 1 012 000 (6,6%)  |
| 13          | 5 | 8 de febrero de 2008  | 920 000 (8,3%)    |
| 14          | 6 | 15 de febrero de 2008 | 697 000 (6,5%)    |
| 15          | 7 | 22 de febrero de 2008 | 964 000 (9,0%)    |
| 16          | 8 | 29 de febrero de 2008 | 864 000 (8,2%)    |

## Premios y nominaciones

### Premios Zapping
| Año  | Categoría                           | Resultado |
| ---- | ----------------------------------- | --------- |
| 2007 | Mejor programa divulgativo/cultural | Ganador   |